# 王愿坚
王愿坚（1929年—1991年1月25日），山东诸城人，中华人民共和国作家、编剧，参与编剧的电影作品有《星火燎原》、《闪闪的红星》、《四渡赤水》等。其創作的與长征有关的作品《党费》、《七根火柴》、《三人行》等入選中國大陸中小学語文课本。

## 生平
1944年7月，王愿坚离家投奔中共。1944年秋日军扫荡滨海抗日根据地。在滨海中学”学习的王愿坚得了伤寒，无法行军，被中共黨组织寄养到张家莲子坡村（今属莒南县洙边镇）张大娘（当地对已婚妇女的称呼）里。经照料病情好转，向大娘要吃的，张大娘塞给他两个地瓜面窝窝头，自己抱起两岁的小女儿走了出去。王愿坚吃完听到小妹妹哭得厉害，出来看见张大娘正用嚼烂了的花生壳往小妹妹嘴里塞……这个亲身的经历，是王愿坚后来写《党费》的生活基础。住了差不多40天后，王愿坚随一支民兵支前队伍去找部队。夜里急行军时王愿坚掉队了，人生地不熟也没有带足够的干粮，一天一夜后，王愿坚饿昏在一棵栗子树下。树下碰到了一位《大众日报》社的不知道名字的同志，给王愿坚灌了水，又送给他一块比巴掌还小的豆饼，在豆饼上刻上两条沟，对王愿坚说：“小同志，你是饿了，我也饿了。可是战争期间，要经得住艰苦。我在豆饼上画了两条线，你按规定吃。估计三天后，你就能找到队伍了。”王愿坚“按规定吃”，在大山里转了四天终于找到部队。1945年1月参加八路军。
解放战争时任华野三纵文工团分队长。1947年王愿坚担任了华东野战军第三纵队报社的编辑和记者。1947年加入中国共产党。写的报道曾被新华总社采用播发，荣立二等功一次，三等功一次。
1952年调任《解放军文艺》编辑。1956年至1966年，参加回忆录《星火燎原》的编辑工作。 1978年任八一电影制片厂编剧、文学部主任；解放军艺术学院文学美术系主任。中国电影家协会第四、五届理事，中国作协理事，解放军艺术学院艺术系（作家班）主任。

## 家庭
伯父王翔千是山东最早的中共党员之一，是山东第一份公开介绍马列主义的刊物《山东劳动周刊》的主编。其女儿王辩是山东第一个女共产党员。王辩的丈夫赵志刚是党内交通系统的老同志，在满洲省委交通局工作过，抗战中后期山东的党内交通、党报与新华书店发行、邮政三合一，任山东战时邮局局长暨山东分局组织部交通科长暨《大众日报》社发行部长。王翔千小女儿王平权生于1922年，1940年成为《大众日报》记者，不久调入山东妇联专门负责主办妇联在《大众日报》上的专版《妇女前哨》。
抗战爆发，王辩与赵志刚夫妻、党员董昆一全家返回诸城，诸城的党组织与上级失掉组织联系已久。王辩与时任山东党内最高负责人朱瑞是莫斯科中山大学时的老同学。这使得诸城恢复了与山东省委的联系。
堂兄、王翔千的儿子王希坚是作家。
1944年夏，王翔千的儿子王愈坚与堂弟王愿坚从敌占区的诸城被山东战邮的地下交通线随邮件送到莒南根据地参加革命。